# 林肯伍德 (伊利諾伊州)
林肯伍德（英語：Lincolnwood）是位於美國伊利諾伊州庫克縣的一個村落。

## 地理
林肯伍德的座標為42°00′19″N 87°44′03″W / 42.00528°N 87.73417°W，而該地最高點為海拔高度185米（即607英尺）。

## 人口
根據2010年美國人口普查的數據，林肯伍德的面積為6.97平方千米，當中陸地面積為6.97平方千米，而水域面積為0.00平方千米。當地共有人口12,590人，而人口密度為每平方千米1,806人。